# 西藏红景天
西藏红景天（学名：Rhodiola tibetica）为景天科红景天属的植物。分布于巴基斯坦、阿富汗、印度以及中国大陆的西藏等地，生长于海拔4,050米至5,400米的地区，一般生长在山沟碎石坡以及山沟边，目前尚未由人工引种栽培。